# Mutiloa
Mutiloa is een gemeente in de Spaanse provincie Gipuzkoa in de regio Baskenland met een oppervlakte van 9 km². Mutiloa telt 256 inwoners (1 januari 2016).